# Rita Kleiman
Pour les articles homonymes, voir Kleiman.
 Rita Kleiman (en russe : Рита Яковлевна Клейман), née le 25 septembre 1947 à Chișinău dans la RSS moldave de l'Union soviétique — décédée le 27 novembre 2008, à Chișinău République de Moldavie — est une philologue et critique littéraire moldave, active dans la culture et la communauté juive, spécialiste de l' œuvre de Dostoïevski. Elle est docteur en philologie et professeur à l'université.

## Biographie
Son mémoire de maîtrise s'intitule « Motivations de l'ensemble de l'œuvre de Dostoïevski dans le contexte des rapports littéraires et historiques » et est défendu à l'Institut de littérature de l'Académie des sciences de la République socialiste soviétique d'Ukraine, à Kiev, en 1983. Son maître superviseur est l'académicien de l'Institut des sciences de Moldavie K. F. Popovitch. Sa thèse de doctorat s'intitule : « Les constantes artistiques de Dostoïevski dans le cadre historique de la poésie » et est défendue en 1999, à l'Institut de littérature de l'Académie des sciences de Russie, appelé aussi Maison Pouchkine. 
Pendant de nombreuses années Rita Kleiman a dirigé la chaire de littérature russe et mondiale de l'Université d'État Ion Creangă. Puis le département judaïque de recherche de l'Institut d'études ethniques (appelé par la suite : Centre juif d'ethnologie de l'Institut du patrimoine culturel) près l'Académie des sciences de la République de Moldavie. Elle a été professeur de la faculté de littérature russe de l'Université nationale de Moldavie. Également présidente de l'Union des organisations juives de Chișinău (acronyme : СЕВРОК).
Ses principaux travaux, Rita Kleiman les consacre à l'œuvre de Fiodor Dostoïevski : un premier mémoire « Motivations de toute l'œuvre de Dostoïevski dans une perspective historico-culturelle » (1985), puis « Dostoïevski: constantes poétique » (2001), une pièce « Michkine et Moïse » (2007). Elle réunit dans un recueil des œuvres choisies de Mikhail Gershenzon (en) intitulé : « Études du passé » (Chișinău, 2003). 
Sa fille Irina Chikova, est docteur en philologie, présidente du Centre juif d'ethnologie de l'Institut du patrimoine culturel de l'Académie des sciences de Moldavie, co-auteure avec sa mère de l'ouvrage : « Patrimoine culturel des Juifs de Moldavie » (2010).